# Oğuzhan Matur
Oğuzhan Matur (* 19. August 1999 in Berlin) ist ein deutsch-türkischer Fußballspieler, der als linker Verteidiger zum Einsatz kommt. Derzeit ist er von Hatayspor an den türkischen Zweitligisten Adanaspor verliehen.

## Karriere

### Vereinskarriere
Matur wurde in Berlin geboren und spielte in der Jugend für Türkiyemspor Berlin und in der Folge für FC Viktoria 1889 Berlin. Dort kam er 2018 zu seinen ersten Einsätzen im Herrenbereich. Anschließend wechselte er zu Optik Rathenow, wo er in der Regionalliga Nordost 23-mal zum Einsatz kam.
Nach einem kurzen Aufenthalt bei Tennis Borussia Berlin schloss er sich 2021 dem türkischen Drittligisten Zonguldak Kömürspor an, für den er bis 2023 55 Ligaspiele absolvierte. Danach wechselte er zum Süper-Lig-Klub Hatayspor. Im Januar 2025 wurde er bis zum Saisonende an Adanaspor verliehen.